# マウ・ピアイルック

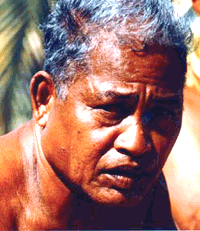
マウ・ピアイルック

マウ・ピアイルック（ほかにマウ・ピアイルグ、マウ・ピアイルクとも表記、Pius "Mau" Piailug、1932年 - 2010年7月12日午後6時30分）はミクロネシア連邦のヤップ州に属するサタワル島の住民で、ワリエング流の航海士である。外洋航海において計器を使わない伝統的な航海法の教師として知られる。「マウ」は「勇敢な」という意味の通称である。

## 概要
サタワル島が含まれるカロリン諸島各地に古代から伝わる推測航海法術（いわゆる「スター・ナヴィゲーション」）の達人の一人として知られ、オセアニア各地に弟子、孫弟子が多数存在している。
1976年にアメリカ合衆国建国200周年記念事業の一環として行われた、航海カヌー「ホクレア」によるハワイ・タヒチ間往復航海に参加し、近代的航法器具を一切使用せずに、船をタヒチまで導くことに成功した。しかしこの航海中に発生した乗組員の内紛を嫌い、復路の航海には参加せずにサタワル島へと戻った。
1979年、ポリネシア航海協会のナイノア・トンプソンの求めに応えて再度ハワイを訪れ、それまで部外者には決して教えられることのなかったサタワル島の航法術をナイノア・トンプソンに伝授する。1980年には再びホクレアに乗り、ナイノア・トンプソンの後見としてハワイ・タヒチ間往復航海に参加する。
1985年には、三度ホクレアに乗り、ハワイからタヒチまでの航海に参加。翌年にはホクレアのラロトンガ・タヒチ間航海、サモア・アイトゥタキ間航海にも参加している。
1994年には日本のNPO、「アルバトロス・クラブ」に協力し、ヤップ島で建造した航海カヌーでパラオまで行ってそこで石貨を作り、ヤップ島に持ち帰る航海実験の航法師を務める。
このほかにも航海カヌーによる数多くの遠洋航海を行う傍ら、後進の航法師の育成にも尽力し、ハワイでは「パパ・マウ」と呼ばれて尊敬を集めている。ハワイでは彼の功績に報いるため、2000年より彼のための航海カヌー「アリンガノ・マイス(Alingano Maisu)」を建造しており、2006年12月16日には進水式を迎えた。この船の建造に際してはハワイのみならずニュージーランドやミクロネシア連邦、日本など様々な土地からも支援が寄せられている。
アリンガノ・マイスは2007年1月6日にホクレアとともにカワイハエを出航し、サタワル島を目指す予定である。

## メディアへの登場
2005年にユネスコが発表したCDロム「The Canoe is the people」の監修を務めたほか、NHKが制作したドキュメンタリー「地球に好奇心」、イギリスで制作されたドキュメンタリー「Commanding Sea」、アメリカ合衆国で制作されたドキュメンタリー「The Last Navigator」にも取り上げられている。

## 航法師の階位について
カロリン諸島では、基礎的な航法技術は全ての男性に伝授されるが、その中でも特に修行を積み、一通り必要な知識を身につけたと認められると、ポゥと呼ばれるイニシエーションを受ける。このイニシエーションは通常、数名が同時に受けるので、候補者が1名の場合はその候補者が充分な知識を獲得していても行われない。
ポゥのイニシエーションを経た者は一人前の航法師と見なされ、パルゥPalu, Paliwと呼ばれる。これは航法師としての最低限の資格であり、言ってみればプロの運転手にとっての運転免許証のようなものである。
ピアイルックは15歳でパルゥとなったといわれている。また同じくサタワル島出身の航法師ジーザス・ユルピイやプルワット環礁のラプウィらとともに、ポウの儀式を現代に復活させた人物の一人でもある。

## 推測航法術の呼称について
俗に「スター・ナヴィゲーション（Star Navigation）」と呼ばれるが、実際には天体観測以外にも波浪や生物相、風、においなどさまざまな要素を観察して現在位置と進行方向を判断する技術であり、学術論文では推測航法（dead reckoning）あるいは伝統的航法術（traditional navigation）と呼ばれることが多い。あるいは単に航法術（Navigation）とも。

## 注
1. ↑  Master Navigator Mau Piailug Dies Archived 2010年7月23日, at WebCite